# 292년

## 연호
- 서진(西晉) 원강(元康) 2년

## 기년
- 서진(西晉) 혜제(惠帝) 3년
- 신라(新羅) 유례 이사금(儒禮泥師今) 9년
- 고구려(高句麗) 서천왕(西川王) 23년 / 봉상왕(烽上王) 원년
- 백제(百濟) 책계왕(責稽王) 7년

## 사건
- 고구려,  서천왕 세상을 떠남.  그의 아들 상부가 봉상왕으로 왕의 자리에 오름.

## 사망
- 고구려(高句麗) 13대 국왕 서천왕(西川王)